# Andy Sinton
Andrew Sinton (ur. 19 marca 1966 w Cramlington) – angielski piłkarz, reprezentant kraju grający na pozycji pomocnika.

## Kariera klubowa
Sinton podpisał kontrakt z Cambridge United po ukończeniu szkoły i zadebiutował w wieku 16 lat i 228 dni 2 listopada 1982. Jest najmłodszym zawodnikiem, który rozegrał mecz ligowy w Cambridge i jest jednym z zaledwie dwóch wychowanków, którzy zadebiutowali w reprezentacji Anglii. Sinton wraz z Cambridge spadał z ligi w sezonach 1983/84 i 1984/85.
Został w 1985 kupiony przez Brentford za jedyne 25 000 funtów. Przez 4 lata gry był ważną częścią trzecioligowego Brentford, w którym w 149 spotkaniach strzelił 28 bramek. W połowie sezonu 1988/89 za 350 000 funtów przeszedł do Queens Park Rangers i rozegrał 160 meczów ligowych, strzelając 22 gole, w tym pierwszego gola w wygranym 4:1 meczu na Old Trafford w 1992. Sinton strzelił również hat tricka w wygranym 4:2 meczu z Evertonem 28 grudnia 1992.
W 1993 za 2,75 miliona funtów przeniósł się do Sheffield Wednesday. Spędził dwa i pół roku w Hillsborough, ale wrócił do Londynu na początku 1996 do Tottenhamu Hotspur. Wszedł jako rezerwowy w 89. minucie za Davida Ginolę w finale Pucharu Ligi Piłkarskiej w 1999, w którym Spurs wygrali 1:0 z Leicester City.
Następnie kolejne trzy sezony spędził na zapleczu Premier League w Wolverhampton Wanderers. Od 2002 występował w klubach z amatorskich lig Anglii, takich jak Burton Albion i Bromsgrove Rovers. W latach 2005–2007 pełnił rolę grającego trenera w Fleet Town. Od 2007 skupił się na pracy trenera.
| Sezon     | Klub                    | Kraj   | Rozgrywki           | Mecze | Bramki |
| --------- | ----------------------- | ------ | ------------------- | ----- | ------ |
| 1982/83   | Cambridge United        | Anglia | Division Two        | 13    | 5      |
| 1983/84   | Cambridge United        | Anglia | Division Two        | 34    | 6      |
| 1984/85   | Cambridge United        | Anglia | Division Three      | 26    | 2      |
| 1985/86   | Cambridge United        | Anglia | Division Four       | 20    | 0      |
| 1985/86   | Brentford               | Anglia | Division Three      | 26    | 3      |
| 1986/87   | Brentford               | Anglia | Division Three      | 46    | 5      |
| 1987/88   | Brentford               | Anglia | Division Three      | 46    | 11     |
| 1988/89   | Brentford               | Anglia | Division Three      | 31    | 9      |
| 1988/89   | Queens Park Rangers     | Anglia | Division One        | 10    | 3      |
| 1989/90   | Queens Park Rangers     | Anglia | Division One        | 38    | 6      |
| 1990/91   | Queens Park Rangers     | Anglia | Division One        | 38    | 3      |
| 1991/92   | Queens Park Rangers     | Anglia | Division One        | 38    | 3      |
| 1992/93   | Queens Park Rangers     | Anglia | Premier League      | 36    | 7      |
| 1993/94   | Sheffield Wednesday     | Anglia | Premier League      | 25    | 3      |
| 1994/95   | Sheffield Wednesday     | Anglia | Premier League      | 25    | 0      |
| 1995/96   | Sheffield Wednesday     | Anglia | Premier League      | 10    | 0      |
| 1995/96   | Tottenham Hotspur       | Anglia | Premier League      | 9     | 0      |
| 1996/97   | Tottenham Hotspur       | Anglia | Premier League      | 33    | 6      |
| 1997/98   | Tottenham Hotspur       | Anglia | Premier League      | 19    | 0      |
| 1998/99   | Tottenham Hotspur       | Anglia | Premier League      | 22    | 0      |
| 1999/2000 | Wolverhampton Wanderers | Anglia | Division One        | 35    | 1      |
| 2000/01   | Wolverhampton Wanderers | Anglia | Division One        | 30    | 2      |
| 2001/02   | Wolverhampton Wanderers | Anglia | Division One        | 6     | 1      |
| 2002/03   | Burton Albion           | Anglia | Conference National | 33    | 1      |
| 2003/04   | Burton Albion           | Anglia | Conference National | 5     | 1      |
| 2004/05   | Bromsgrove Rovers       | Anglia | Northern Premier    | 6     | 0      |
| 2004/05   | Fleet Town              | Anglia | Northern Premier    |       |        |
| 2005/06   | Fleet Town              | Anglia | Northern Premier    |       |        |
| 2006/07   | Fleet Town              | Anglia | Northern Premier    |       |        |

## Kariera reprezentacyjna
Sinton w reprezentacji Anglii zadebiutował 13 listopada 1991 w zremisowanym 1:1 spotkaniu z Polską.
Rok później pojechał na Mistrzostwa Europy do Szwecji. Na turnieju wystąpił w dwóch spotkaniach z Francją i gospodarzem turnieju Szwecją.
Po raz ostatni w reprezentacji zagrał 17 listopada 1993 w wygranym 7:1 meczu z San Marino. Łącznie Sinton w latach 1991–1993 wystąpił w 12 spotkaniach reprezentacji Synów Albionu.
| Mecze i gole w reprezentacji | Mecze i gole w reprezentacji | Mecze i gole w reprezentacji | Mecze i gole w reprezentacji | Mecze i gole w reprezentacji | Mecze i gole w reprezentacji | Mecze i gole w reprezentacji |
| #                            | Data                         | Miasto                       | Przeciwnik                   | Gol                          | Wynik                        | Rozgrywki                    |
| ---------------------------- | ---------------------------- | ---------------------------- | ---------------------------- | ---------------------------- | ---------------------------- | ---------------------------- |
| 1.                           | 13.11.1991                   | Poznań                       | Polska                       |                              | 1:1                          | El. ME 1992                  |
| 2.                           | 29.04.1992                   | Moskwa                       | WNP                          |                              | 2:2                          | towarzyski                   |
| 3.                           | 12.05.1992                   | Budapeszt                    | Węgry                        |                              | 1:0                          | towarzyski                   |
| 4.                           | 17.05.1992                   | Londyn                       | Brazylia                     |                              | 1:1                          | towarzyski                   |
| 5.                           | 14.06.1992                   | Malmö                        | Francja                      |                              | 0:0                          | ME 1992                      |
| 6.                           | 17.06.1992                   | Solna                        | Szwecja                      |                              | 1:2                          | ME 1992                      |
| 7.                           | 09.09.1992                   | Santander                    | Hiszpania                    |                              | 0:1                          | towarzyski                   |
| 8.                           | 31.03.1993                   | Izmir                        | Turcja                       |                              | 2:0                          | El. MŚ 1994                  |
| 9.                           | 13.06.1993                   | Waszyngton                   | Brazylia                     |                              | 1:1                          | towarzyski                   |
| 10.                          | 19.06.1993                   | Pontiac                      | Niemcy                       |                              | 1:2                          | towarzyski                   |
| 11.                          | 13.10.1993                   | Rotterdam                    | Holandia                     |                              | 0:2                          | El. MŚ 1994                  |
| 12.                          | 17.11.1993                   | Bolonia                      | San Marino                   |                              | 7:1                          | El. MŚ 1994                  |

## Kariera trenerska
Od 2004 do 2010 był trenerem klubu Fleet Town. Od 2010 do 2013 pracował w zespole A.F.C. Telford United.

## Sukcesy
Tottenham Hotspur
- Puchar Ligi Angielskiej (1): 1998/99